# Sewliewo

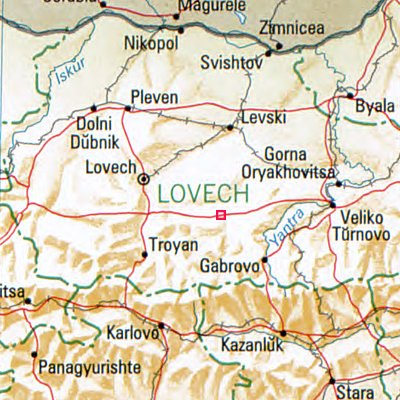
Sewliewo (rotes Viereck) - Bulgarien - Nachbarorte: Trojan, Lowetsch, Weliko Tarnowo, Gabrowo, Kasanlak, Karlowo, Panagjurischte, Dolni Dabnik, Plewen, Nikopol, Swischtow, Lewski, Gorna Orjachowiza, Bjala

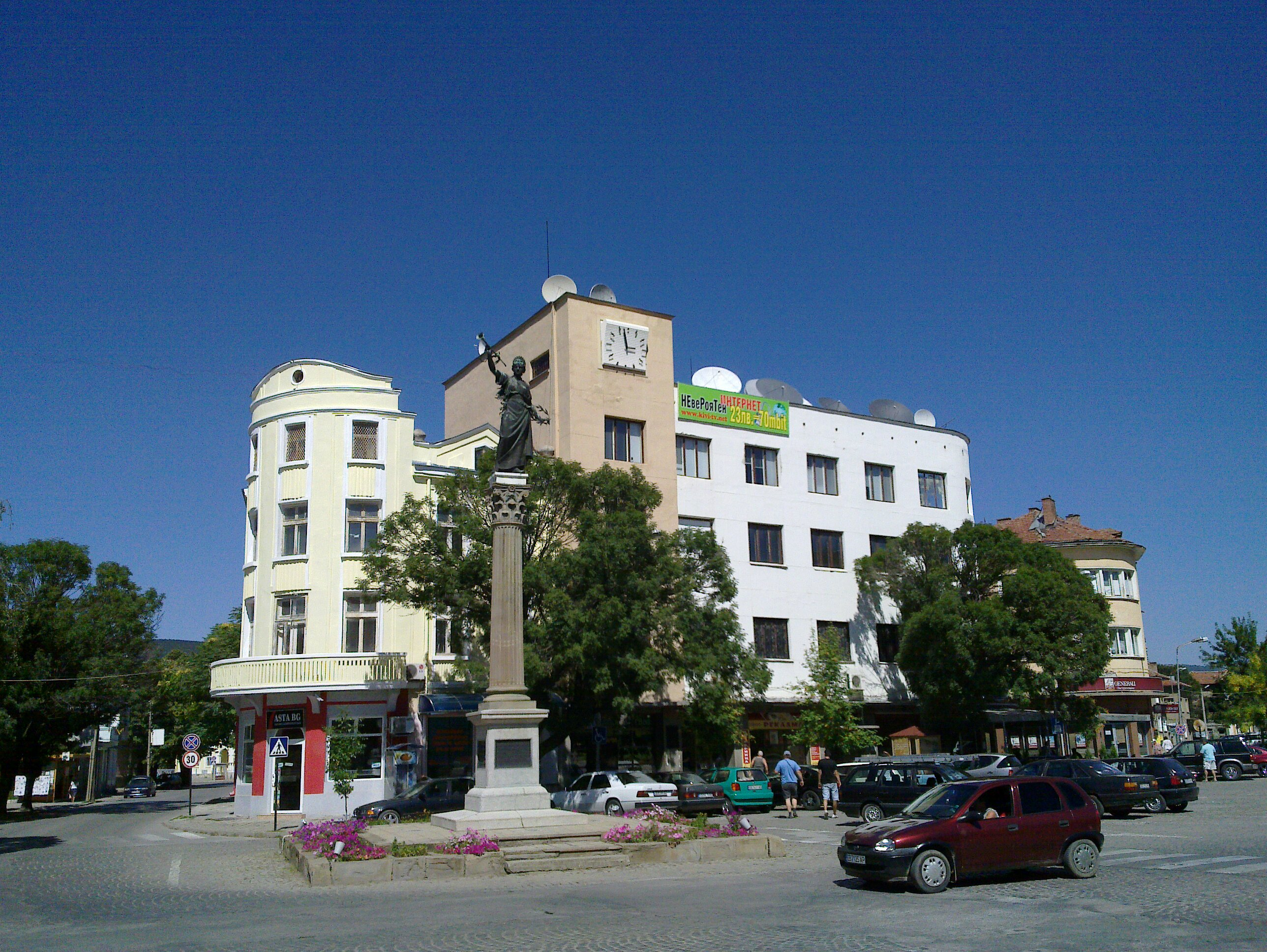
Freiheitsstatue auf dem zentralen Platz von Sewliewo

Sewliewo [sɛvˈliɛvo] (international Sevlievo, bulgarisch Севлиево) ist eine Stadt mit 17.473 Einwohnern (31. Dezember 2022) in Zentral-Bulgarien in der Oblast Gabrowo. Sewliewo liegt 48 km nördlich von Gabrowo und ist nach Gabrowo die zweitgrößte Stadt in der Oblast Gabrowo und das administrative Zentrum der Gemeinde Sewliewo.

## Geografie
Sewliewo liegt im zentralen Nordbulgarien, in der Nähe des geografischen Zentrums von Bulgarien. In der Nähe liegt das Balkangebirge, dessen Gipfel hier bis 1900 m reichen. Die gebirgige Umgebung der Stadt hat eine mittlere Höhe von 400 bis 700 m. Das Klima ist gemäßigt kontinental, mit einer großen Temperaturschwankung (+30 bis +35 °C im Sommer, −20 bis −25 °C im Winter).
Die Gemeinde Sewliewo erstreckt sich über ein Gebiet von 1070 km². Ein Teil ist von hochstämmigen Laubwäldern bedeckt, andere Teile von Weiden und 42.000 ha von Ackerfläche. Es gibt bedeutende Wasserreserven wegen des Gebirgsmassivs und des höher gelegenen Areals im Süden. Dieses Wassereinzugsgebiet ist Quellgebiet der Flüsse Rossiza (bulg. Росица) und Widima (bulg. Видима), die unmittelbar vor der Stadt zusammenfließen und dann einen der größten Staudämme Bulgariens füllen, den Stausee Aleksandar Stambolijski (benannt nach Aleksandar Stambolijski).
Neben der Stadt Sewliewo gibt es in der Gemeinde Sewliewo 35 Dörfer. Die Gemeinde hat insgesamt 39.537 Einwohner, von denen 24.065 in der Stadt Sewliewo selbst leben. Die Gemeinde hat ein vergleichsweise gut ausgebautes Straßensystem mit einer Dichte von durchschnittlich 0,416 km/km² und einer Gesamtlänge von 391 km.
In den letzten Jahrzehnten hat sich Sewliewo als bedeutsames Industriezentrum mit gut entwickelter Landwirtschaft und Verkehrsinfrastruktur entwickelt. Die Industrieproduktion konzentriert sich hauptsächlich in der Stadt Sewliewo.
Größere Betriebe in der Stadt sind die Firmen
- Ideal Standard Widima (bulg. Идеал Стандарт Видима) – Wasserarmaturen:
- Ideal Standard Balgaria (bulg. Идеал Стандарт България) – Haushaltskeramik, Glasuren, Email;
- Avangard (bulg. АВВ Авангард) – Hochspannungs-Elektroausrüstung (gehört zum Konzern Asea Brown Boveri),
- Original (bulg. Оригинал) – Pressformen für Druckguss mit Gegendruck;
- Emka (bulg. Емка) – Elektroleitungen für Industrie und Haushalt;
- Rossiza (bulg. Росица) – Bekleidung;
- Bris (bulg. Бриз) – Textilwaren;
- Holzverarbeitung und Möbelindustrie
  - Batoj (bulg. Батой)
  - Borela-S (bulg. Борела-С)
  - Abanos (bulg. Абанос)
  - Isgrew-90 (bulg. Изгрев-90)
  - Paralel (bulg. Паралел)

Bekannt ist die Stadt für den hier gekelterten Gamza-Wein.

## Einwohner

Entwicklung der Einwohnerzahl

| Sewliewo                                   | Sewliewo | Sewliewo | Sewliewo | Sewliewo | Sewliewo | Sewliewo | Sewliewo | Sewliewo | Sewliewo | Sewliewo |
| ------------------------------------------ | -------- | -------- | -------- | -------- | -------- | -------- | -------- | -------- | -------- | -------- |
| Jahr                                       | 2005     | 2007     | 2009     |          |          |          |          |          |          |          |
| Einwohner                                  | 24 448   | 24 258   | 24 065   |          |          |          |          |          |          |          |
| Quellen: Nationales Institut für Statistik |          |          |          |          |          |          |          |          |          |          |

## Toponomastik
Nach Nikolaj Kowatschew entwickelte sich die Metathese zum heutigen Namen Sewliewo wie folgt: Aus Сърбе/Сърби (ausgesprochen Serbe/Serbi, evtl. Srbe/Srbi), über byzantinische Aufzeichnungen zu Серви (Serwi), über das Arabische zu Serfi (серфи) und Türkische zu Selwi (селви). Daraus entwickelte sich Selwiowo (Селвиово) und Sewliowo (Севлиово) und zuletzt Sewliewo (Севлиево). Der erste Name der Siedlung Сърбе/Сърби, den Kowatschew aufzeigt, transkribiert Sarbe/Sarbi (alternativ Serbe/Serbi oder Srbe/Srbi) und deutet somit auf eine ursprünglich frühe Besiedlung serbischstämmiger Siedler hin. Damit stellt die sehr wahrscheinlich auf das serbische Ethnikon zurückzuführende Benennung einer Siedlung, neben dem etwa 15 Kilometer nordwestlich von Sewliewo entfernten Malki Warschez, dessen offizieller Name bis 1934 Сръбе/Сърбе (Srabe/Sarbe) war, für diese Region keinen Ausnahmefall dar.

## Geschichte
Sewliewo, damals Serbi oder Serwi, entstand im 10. Jahrhundert als militärisches und wirtschaftliches Zentrum des Ersten Bulgarenreichs in der Gegend. Die starke Festung Chotalitsch (bulg. Хоталич) wurde auf einem von der Umgebung geschützten Hügel errichtet, der sich 3 km nordwestlich von der heutigen Stadt befindet. Innerhalb einer befestigten Außenstadt vier Stadtteilen, zwei Kirchen, Werkstätten für die Metall- und Keramikbearbeitung. Die Stadt war für mittelalterliche Verhältnisse ziemlich groß. Bereits im 5.–6. Jahrhundert gab es hier eine frühbyzantinische Festung und eine Siedlung, welche dann im 10. Jahrhundert wiederhergestellt wurde.
Die Festung beschützte den Zugang zur Hauptstadt des Zweiten Bulgarenreiches Weliko Tarnowo.
Die Festung wurde bei der Einnahme der Gegend durch die türkische Osmanen Ende des 14. Jahrhunderts zerstört. Die Stadt existierte bis zum Ende des 18. Jahrhunderts weiter. Die wirtschaftlichen und administrativen Funktionen gingen allmählich auf das von den Türken neu besiedelte Dorf Serwi oder Selwi (bulg. Селви) über, aus dem sich das heutige Sewliewo entwickelte.
Der Name Selwi wurde erstmals im 16. Jahrhundert in einem osmanischen Steuerverzeichnis erwähnt, damals auch unter dem hellenisierten Namen Serwi (bulg. Серви) oder Chotalitsch (bulg. Хоталич). Neben Gabrowo war Sewliewo der zweite Gerichtsbezirk in der Gegend - Kaza (siehe Sandschak). Der Name Chotalitsch verschwand noch einige Jahrzehnte vor dem Ende der osmanischen Herrschaft über Bulgarien (Russisch-Türkischer Krieg, 1877–1878). Ob Chotalitsch identisch mit der Festung oder aber ein eigenes Dorf war, ist bislang ungeklärt.
Seit Ende des 17. Jahrhunderts war es nicht nur ein einfaches Dorf, sondern auch ein Kadilak (bulg. кадилък), d. h. ein Sitz des Richters (Qādī, auch Kadi). Die Ausdehnung des Kadilak (Rechtsbezirk) fiel meist mit dem Kaza (Steuerbezirk) zusammen.
Sewliewo mit seiner Festung lag am Weg von Weliko Tarnowo nach Lowetsch.
Ab 1860 wurde Sewliewo zu einem der Zentren des organisierten Bewegung der nationalen Befreiung Bulgariens (Bulgarische Wiedergeburt). Wassil Lewski schuf hier 1870 das erste Revolutionskomitee. Im Rahmen des Aprilaufstandes erhob sich die Bevölkerung der Dörfer im Umkreis von Sewliewo unter der Leitung des Revolutionskomitees der Stadt und kämpfte 10 Tage lang. Dabei kamen über 300 Männer, Frauen und Kinder um. Vier der großen Dörfer und zahlreiche kleinere Dörfer wurden verwüstet. Acht der Anführer des Aufstandes wurden auf dem zentralen Platz der Stadt gehängt. An dieser Stelle wurde 1894 zum Gedenken an sie ein Denkmal errichtet (siehe Foto).

## Sehenswürdigkeiten
- Batoschewski-Kloster (bulg. Батошевски манастир)

## Städtepartnerschaften
- Babrujsk, Weißrussland
- Biel/Bienne, Schweiz
- Valašské Meziříčí, Tschechien
- Gevgelija, Nordmazedonien
- Legionowo, Polen

## Söhne und Töchter der Stadt
- Fani Popowa-Mutafowa (1902–1977), Schriftstellerin
- Ilchan Kjutschjuk (* 1985), Politiker
- Atanas Moskow (1903-1995), Politiker
- Plamen Markow (* 1957), Fußballspieler